# Joseph H. Ballew
Joseph H. Ballew (* 30. August 1886; † 8. März 1972) war ein US-amerikanischer Politiker. Zwischen 1943 und 1945 war er als Präsident des Staatssenats faktisch Vizegouverneur des Bundesstaates Tennessee, auch wenn dieses Amt formell erst 1951 eingeführt wurde.
Über die Jugend und Schulausbildung von Joseph Ballew ist nichts überliefert. Auch über seinen Werdegang jenseits der Politik gibt es keine Angaben. Politisch war er Mitglied der Demokratischen Partei. Im Jahr 1943 gehörte er dem Senat von Tennessee an. Nach dem Tod von Senatspräsident Blan R. Maxwell, der bei einem Flugzeugabsturz ums Leben kam, wurde Ballew dessen Nachfolger. Dieses Amt bekleidete er zwischen Oktober 1943 und Januar 1945.  In dieser Eigenschaft war er Stellvertreter von Gouverneur Prentice Cooper. Damit bekleidete er faktisch das Amt des Vizegouverneurs. Dieser Posten war bzw. ist in den meisten anderen Bundesstaaten verfassungsmäßig verankert; in Tennessee ist das erst seit 1951 der Fall. Danach ist Ballew politisch nicht mehr in Erscheinung getreten. Er starb 1972.